# František Ondříček
František Ondříček (Praga, 29 d'abril de 1857 – Milà, 12 d'abril de 1922) va ser un violinista i compositor txec. Va donar la primera interpretació del Concert per a violí d'Antonín Dvořák, i els seus èxits van ser reconeguts per l'escàs reconeixement de membres honoraris de la Societat Filharmònica de Londres (ara la Royal Philharmonic Society) el 1891.
Estudià en el Conservatori de Praga amb Antonín Bennewitz i després en el de París amb Lambert Massart, en acabar els estudis va emprendre una sèrie de viatges en els quals es va fer aplaudir com a violinista. El 1908 fundà a Viena un quartet amb el seu nom, del que avui encara es troben enregistraments.
El seu germà menor, Karel Ondříček (nascut el 1865) durant un temps va dirigir l'orquestra del Teatre Nacional de Praga i va anar a tenir una exitosa carrera musical als Estats Units.
František, va compondre algunes peces de cambra, i, molta música per a violí i piano, però la seva obra és coneguda és el seu Neue Methode zur Erlernung der Meistertechnik des Violins piels aufanatomisch physiologischer Grundlage del 1908.